# Olympische Sommerspiele 2012/Teilnehmer (Finnland)
| Gelbes Symbol für Goldmedaillen mit stilisierten Olympischen Ringen | Graues Symbol für Silbermedaillen mit stilisierten Olympischen Ringen | Braundes Symbol für Bronzemedaillen mit stilisierten Olympischen Ringen |
| ------------------------------------------------------------------- | --------------------------------------------------------------------- | ----------------------------------------------------------------------- |
| —                                                                   | 1                                                                     | 2                                                                       |

Finnland nahm in London an den Olympischen Spielen 2012 teil. Es war die insgesamt 24. Teilnahme an Olympischen Sommerspielen.
Fahnenträgerin bei der Eröffnungsfeier war die Schwimmerin Hanna-Maria Seppälä.

## Teilnehmer nach Sportarten

### Badminton
| Athleten     | Wettbewerb | Gruppenphase         | Gruppenphase                          | Gruppenphase | Gruppenphase | Achtelfinale  | Achtelfinale  | Viertelfinale | Viertelfinale | Halbfinale    | Halbfinale    | Finale        | Finale        | Rang |
| Athleten     | Wettbewerb | Gegner               | Ergebnis                              | Punkte       | Rang         | Gegner        | Ergebnis      | Gegner        | Ergebnis      | Gegner        | Ergebnis      | Gegner        | Ergebnis      | Rang |
| ------------ | ---------- | -------------------- | ------------------------------------- | ------------ | ------------ | ------------- | ------------- | ------------- | ------------- | ------------- | ------------- | ------------- | ------------- | ---- |
| Frauen       |            |                      |                                       |              |              |               |               |               |               |               |               |               |               |      |
| Anu Nieminen | Einzel     | V. Montero Tai T. Y. | 2:0 (21:12, 21:18) 0:2 (11:21, 14:21) | 2:2 (67:72)  | 2            | ausgeschieden | ausgeschieden | ausgeschieden | ausgeschieden | ausgeschieden | ausgeschieden | ausgeschieden | ausgeschieden |      |
| Männer       |            |                      |                                       |              |              |               |               |               |               |               |               |               |               |      |
| Ville Lång   | Einzel     | Lee C. W.            | 1:2 (8:21, 21:14, 11:21)              | –            | –            | ausgeschieden | ausgeschieden | ausgeschieden | ausgeschieden | ausgeschieden | ausgeschieden | ausgeschieden | ausgeschieden |      |

### Judo
| Athleten         | Wettbewerb       | 1. Runde Round of 64 | 1. Runde Round of 64 | 2. Runde Round of 32        | 2. Runde Round of 32 | Achtelfinale Round of 16 | Achtelfinale Round of 16 | Viertelfinale Quarter Final | Viertelfinale Quarter Final | Hoffnungsrunde Halbfinale Repechage | Hoffnungsrunde Halbfinale Repechage | Halbfinale    | Halbfinale    | Hoffnungsrunde Finale Bronze Medal | Hoffnungsrunde Finale Bronze Medal | Finale        | Finale        | Rang |
| Athleten         | Wettbewerb       | Gegner               | Ergebnis             | Gegner                      | Ergebnis             | Gegner                   | Ergebnis                 | Gegner                      | Ergebnis                    | Gegner                              | Ergebnis                            | Gegner        | Ergebnis      | Gegner                             | Ergebnis                           | Gegner        | Ergebnis      | Rang |
| ---------------- | ---------------- | -------------------- | -------------------- | --------------------------- | -------------------- | ------------------------ | ------------------------ | --------------------------- | --------------------------- | ----------------------------------- | ----------------------------------- | ------------- | ------------- | ---------------------------------- | ---------------------------------- | ------------- | ------------- | ---- |
| Frauen           |                  |                      |                      |                             |                      |                          |                          |                             |                             |                                     |                                     |               |               |                                    |                                    |               |               |      |
| Jaana Sundberg   | Klasse bis 52 kg | –                    | –                    | M. Kelmendi                 | 001-110              | ausgeschieden            | ausgeschieden            | ausgeschieden               | ausgeschieden               | ausgeschieden                       | ausgeschieden                       | ausgeschieden | ausgeschieden | ausgeschieden                      | ausgeschieden                      | ausgeschieden | ausgeschieden |      |
| Johanna Ylinen   | Klasse bis 63 kg | –                    | –                    | Tsedewsürengiin Mönchdsajaa | 000-100              | ausgeschieden            | ausgeschieden            | ausgeschieden               | ausgeschieden               | ausgeschieden                       | ausgeschieden                       | ausgeschieden | ausgeschieden | ausgeschieden                      | ausgeschieden                      | ausgeschieden | ausgeschieden |      |
| Männer           |                  |                      |                      |                             |                      |                          |                          |                             |                             |                                     |                                     |               |               |                                    |                                    |               |               |      |
| Valtteri Jokinen | Klasse bis 60 kg | Freilos              | Freilos              | Y. Moutadir                 | 100 - 00             | G. Choi                  | 000 - 010                | ausgeschieden               | ausgeschieden               | ausgeschieden                       | ausgeschieden                       | ausgeschieden | ausgeschieden | ausgeschieden                      | ausgeschieden                      | ausgeschieden | ausgeschieden |      |

### Kanu
Kanurennsport
| Athleten                | Wettbewerb | Vorlauf      | Vorlauf | Halbfinale   | Halbfinale | Finale       | Finale | Rang |
| Athleten                | Wettbewerb | Zeit         | Rang    | Zeit         | Rang       | Zeit         | Rang   | Rang |
| ----------------------- | ---------- | ------------ | ------- | ------------ | ---------- | ------------ | ------ | ---- |
| Frauen                  |            |              |         |              |            |              |        |      |
| Jenni Honkanen-Mikkonen | K-1 200 m  | 42,656 s     | 3       | 41,859 s     | 4          | 44,643 s     | 1      | 9    |
| Anne Rikala             | K-1 500 m  | 1:52,641 min | 1       | 1:52,852 min | 3          | 1:54,333 min | 8      | 8    |

### Leichtathletik
Laufen und Gehen
| Athleten         | Wettbewerb       | Vorlauf     | Vorlauf | Halbfinale | Halbfinale | Finale    | Finale | Rang |
| Athleten         | Wettbewerb       | Zeit        | Rang    | Zeit       | Rang       | Zeit      | Rang   | Rang |
| ---------------- | ---------------- | ----------- | ------- | ---------- | ---------- | --------- | ------ | ---- |
| Frauen           |                  |             |         |            |            |           |        |      |
| Sandra Eriksson  | 3000 m Hindernis | 9:50,71 min | 8       | –          | –          | –         | –      | 32   |
| Leena Puotiniemi | Marathon         | –           | –       | –          | –          | 2:42:01 h | 87     | 87   |
| Anne Halkivaha   | 20 km Gehen      | –           | –       | –          | –          | 1:38:49 h | 54     | 54   |
| Männer           |                  |             |         |            |            |           |        |      |
| Jonathan Åstrand | 200 m            | 20,73 s     | 5       | –          | –          | –         | –      | 32   |
| Niklas Sandells  | 1500 m           | 3:42,67 min | 11      | –          | –          | –         | –      | 32   |
| Jukka Keskisalo  | 3000 m Hindernis | 8:29,13 min | 4       | –          | –          | DNF       | DNF    | –    |
| Jussi Utriainen  | Marathon         | –           | –       | –          | –          | 2:26:25 h | 69     | 69   |
| Jarkko Kinnunen  | 50 km Gehen      | –           | –       | –          | –          | 3:46:25 h | 15     | 15   |
| Antti Kempas     | 50 km Gehen      | –           | –       | –          | –          | 4:01:50 h | 41     | 41   |

Springen und Werfen
| Athleten                  | Wettbewerb     | Qualifikation         | Qualifikation         | Finale     | Finale | Rang |
| Athleten                  | Wettbewerb     | Weite/Höhe            | Rang                  | Weite/Höhe | Rang   | Rang |
| ------------------------- | -------------- | --------------------- | --------------------- | ---------- | ------ | ---- |
| Frauen                    |                |                       |                       |            |        |      |
| Minna Nikkanen            | Stabhochsprung | 4,25 m                | 15                    | –          | –      | 26   |
| Sanni Utrianen            | Speerwurf      | kein gültiger Versuch | kein gültiger Versuch | –          | –      | –    |
| Männer                    |                |                       |                       |            |        |      |
| Jere Bergius              | Stabhochsprung | kein gültiger Versuch | kein gültiger Versuch | –          | –      | –    |
| Osku Torro                | Hochsprung     | 2,21 m                | 9                     | –          | –      | 16   |
| Ari Mannio                | Speerwurf      | 81,99 m               | 4                     | 78,60 m    | 11     | 11   |
| Tero Pitkämäki            | Speerwurf      | 83,01 m               | 2                     | 82,80 m    | 5      | 5    |
| Antti Ruuskanen Bronze () | Speerwurf      | 81,74 m               | 7                     | 84,12 m    | 3      | 3    |
| David Söderberg           | Hammerwurf     | 71,76 m               | 13                    | –          | –      | 26   |

### Radsport
Straße
| Athleten        | Wettbewerb       | Zeit         | Rang |
| --------------- | ---------------- | ------------ | ---- |
| Frauen          |                  |              |      |
| Pia Sundstedt   | Straßenrennen    | 3:35:56 h    | 20   |
| Pia Sundstedt   | Einzelzeitfahren | 40:01,61 min | 11   |
| Männer          |                  |              |      |
| Jussi Veikkanen | Straßenrennen    | 5:46:37 h    | 65   |

### Reiten
| Dressur       |            |         |      |
| Athleten      | Wettbewerb | Prozent | Rang |
| Emma Kanerva  | Einzel     | 71,889  | 22   |
| Mikaela Lindh | Einzel     | 69,016  | 30   |

### Ringen
| Athleten                         | Wettbewerb       | 1. Runde | 1. Runde | Achtelfinale | Achtelfinale | Viertelfinale | Viertelfinale | Halbfinale    | Halbfinale    | Hoffnungsrunde Viertelfinale | Hoffnungsrunde Viertelfinale | Hoffnungsrunde Halbfinale | Hoffnungsrunde Halbfinale | Hoffnungsrunde Finale | Hoffnungsrunde Finale | Finale        | Finale        | Rang |
| Athleten                         | Wettbewerb       | Gegner   | Ergebnis | Gegner       | Ergebnis     | Gegner        | Ergebnis      | Gegner        | Ergebnis      | Gegner                       | Ergebnis                     | Gegner                    | Ergebnis                  | Gegner                | Ergebnis              | Gegner        | Ergebnis      | Rang |
| -------------------------------- | ---------------- | -------- | -------- | ------------ | ------------ | ------------- | ------------- | ------------- | ------------- | ---------------------------- | ---------------------------- | ------------------------- | ------------------------- | --------------------- | --------------------- | ------------- | ------------- | ---- |
| Griechisch-römischer Stil Männer |                  |          |          |              |              |               |               |               |               |                              |                              |                           |                           |                       |                       |               |               |      |
| Jarkko Ala-Huikku                | Klasse bis 60 kg | Freilos  | Freilos  | T. Belmadani | 0-3          | ausgeschieden | ausgeschieden | ausgeschieden | ausgeschieden | ausgeschieden                | ausgeschieden                | ausgeschieden             | ausgeschieden             | ausgeschieden         | ausgeschieden         | ausgeschieden | ausgeschieden |      |
| Rami Hietaniemi                  | Klasse bis 84 kg | Freilos  | Freilos  | M. Noumonvi  | 0-3          | ausgeschieden | ausgeschieden | ausgeschieden | ausgeschieden | ausgeschieden                | ausgeschieden                | ausgeschieden             | ausgeschieden             | ausgeschieden         | ausgeschieden         | ausgeschieden | ausgeschieden |      |

### Schießen
| Athleten            | Wettbewerb                          | Qualifikation | Qualifikation | Finale | Finale | Ringe | Rang |
| Athleten            | Wettbewerb                          | Ringe         | Rang          | Ringe  | Rang   | Ringe | Rang |
| ------------------- | ----------------------------------- | ------------- | ------------- | ------ | ------ | ----- | ---- |
| Frauen              |                                     |               |               |        |        |       |      |
| Mira Suhonen        | Luftpistole 10 m                    | 377           | 32            | –      | –      | 377   | 32   |
| Marjo Yli-Kiikka    | Luftgewehr 10 m                     | 395           | 16            | –      | –      | 395   | 16   |
| Marjo Yli-Kiikka    | Sportgewehr Dreistellungskampf 50 m | 578           | 23            | –      | –      | 578   | 23   |
| Satu Mäkelä-Nummela | Trap                                | 70            | 7             | –      | –      | 70    | 7    |
| Männer              |                                     |               |               |        |        |       |      |
| Kai Jahnsson        | Luftpistole 10 m                    | 583           | 7             | 96,1   | 8      | 679,1 | 8    |

### Schwimmen
| Athleten            | Wettbewerb          | Vorlauf      | Vorlauf | Halbfinale | Halbfinale | Finale | Finale | Rang |
| Athleten            | Wettbewerb          | Zeit         | Rang    | Zeit       | Rang       | Zeit   | Rang   | Rang |
| ------------------- | ------------------- | ------------ | ------- | ---------- | ---------- | ------ | ------ | ---- |
| Frauen              |                     |              |         |            |            |        |        |      |
| Hanna-Maria Seppälä | 50 m Freistil       | 25,55 s      | 2       | –          | –          | –      | –      | 26   |
| Hanna-Maria Seppälä | 100 m Freistil      | 54,93 s      | 7       | –          | –          | –      | –      | 18   |
| Hanna-Maria Seppälä | 200 m Freistil      | 2:04,21 min  | 7       | –          | –          | –      | –      | 32   |
| Jenna Laukkanen     | 100 m Brust         | 1:09,92 min  | 4       | –          | –          | –      | –      | 34   |
| Jenna Laukkanen     | 200 m Brust         | 2:31,23 min  | 6       | –          | –          | –      | –      | 32   |
| Emilia Pikkarainen  | 100 m Schmetterling | 59,55 s      | 4       | –          | –          | –      | –      | 29   |
| Emilia Pikkarainen  | 200 m Schmetterling | 2:13,81 min  | 8       | –          | –          | –      | –      | 27   |
| Emilia Pikkarainen  | 200 m Lagen         | 2:17,66 min  | 3       | –          | –          | –      | –      | 33   |
| Noora Laukkanen     | 400 m Lagen         | 4:53 min     | 3       | –          | –          | –      | –      | 33   |
| Männer              |                     |              |         |            |            |        |        |      |
| Ari-Pekka Liukkonen | 50 m Freistil       | 22,57 s      | 8       | –          | –          | –      | –      | 25   |
| Matias Koski        | 200 m Freistil      | 1:49,84 min  | 1       | –          | –          | –      | –      | 31   |
| Matias Koski        | 400 m Freistil      | 3:54,96 min  | 7       | –          | –          | –      | –      | 22   |
| Matias Koski        | 1500 m Freistil     | 15:34,80 min | 8       | –          | –          | –      | –      | 27   |
| Matti Mattsson      | 200 m Brust         | 2:11,81 min  | 5       | –          | –          | –      | –      | 17   |

### Segeln
Fleet Race
| Athleten                        | Wettbewerb      | Qualifikation | Qualifikation | Medal Race | Medal Race | Punkte | Rang |
| Athleten                        | Wettbewerb      | Punkte        | Rang          | Punkte     | Rang       | Punkte | Rang |
| ------------------------------- | --------------- | ------------- | ------------- | ---------- | ---------- | ------ | ---- |
| Frauen                          |                 |               |               |            |            |        |      |
| Tuuli Petäjä Silber ()          | Windsurfen RS:X |               |               | 4          | 2          | 46     | 2    |
| Sari Multala                    | Laser Radial    |               |               | 20         | 7          | 94     | 7    |
| Männer                          |                 |               |               |            |            |        |      |
| Mattias Lindfors                | Laser           | 263           | 33            | –          | –          | 263    | 33   |
| Tapio Nirkko                    | Finn Dinghy     |               |               | 16         | 10         | 92     | 10   |
| Joonas Lindgren Niklas Lindgren | 470er           | 167           | 21            | –          | –          | 167    | 21   |
| Kalle Bask Lauri Lehtinen       | 49er            |               |               | 20         | 2          | 129    | 7    |

Match Race
| Athleten                                   | Wettbewerb  | Round Robin | Round Robin | Viertelfinale      | Viertelfinale | Halbfinale | Halbfinale | Match um Bronze | Match um Bronze | Rang      |
| Athleten                                   | Wettbewerb  | Bilanz      | Rang        | Gegner             | Ergebnis      | Gegner     | Ergebnis   | Gegner          | Ergebnis        | Rang      |
| ------------------------------------------ | ----------- | ----------- | ----------- | ------------------ | ------------- | ---------- | ---------- | --------------- | --------------- | --------- |
| Frauen                                     |             |             |             |                    |               |            |            |                 |                 |           |
| Silja Kanerva Silja Lehtinen Mikaela Wulff | Elliott 6 m | 6-5         | 5           | Vereinigte Staaten | 3-1           | Australien | 1-3        | Russland        | 3-1             | Bronze () |

### Taekwondo
| Athleten      | Wettbewerb       | Achtelfinale | Achtelfinale | Viertelfinale | Viertelfinale | Halbfinale    | Halbfinale    | Hoffnungsrunde Halbfinale | Hoffnungsrunde Halbfinale | Hoffnungsrunde Finale | Hoffnungsrunde Finale | Finale        | Finale        | Rang |
| Athleten      | Wettbewerb       | Gegner       | Ergebnis     | Gegner        | Ergebnis      | Gegner        | Ergebnis      | Gegner                    | Ergebnis                  | Gegner                | Ergebnis              | Gegner        | Ergebnis      | Rang |
| ------------- | ---------------- | ------------ | ------------ | ------------- | ------------- | ------------- | ------------- | ------------------------- | ------------------------- | --------------------- | --------------------- | ------------- | ------------- | ---- |
| Frauen        |                  |              |              |               |               |               |               |                           |                           |                       |                       |               |               |      |
| Suvi Mikkonen | Klasse bis 57 kg | B. Diedhiou  | 9-6          | Y. Hou        | 2-7           | ausgeschieden | ausgeschieden | ausgeschieden             | ausgeschieden             | ausgeschieden         | ausgeschieden         | ausgeschieden | ausgeschieden |      |

### Tennis
| Athleten        | Wettbewerb | 1. Runde         | 1. Runde | 2. Runde    | 2. Runde | Achtelfinale  | Achtelfinale  | Viertelfinale | Viertelfinale | Halbfinale    | Halbfinale    | Finale        | Finale        |
| Athleten        | Wettbewerb | Gegner           | Ergebnis | Gegner      | Ergebnis | Gegner        | Ergebnis      | Gegner        | Ergebnis      | Gegner        | Ergebnis      | Gegner        | Ergebnis      |
| --------------- | ---------- | ---------------- | -------- | ----------- | -------- | ------------- | ------------- | ------------- | ------------- | ------------- | ------------- | ------------- | ------------- |
| Männer          |            |                  |          |             |          |               |               |               |               |               |               |               |               |
| Jarkko Nieminen | Einzel     | Somdev Devvarman | 6:3, 6:1 | Andy Murray | 2:6, 4:6 | ausgeschieden | ausgeschieden | ausgeschieden | ausgeschieden | ausgeschieden | ausgeschieden | ausgeschieden | ausgeschieden |

### Turnen

#### Gerätturnen
| Athleten       | Wettbewerb       | Qualifikation | Qualifikation | Finale | Finale | Rang |
| Athleten       | Wettbewerb       | Punkte        | Rang          | Punkte | Rang   | Rang |
| -------------- | ---------------- | ------------- | ------------- | ------ | ------ | ---- |
| Frauen         |                  |               |               |        |        |      |
| Annika Urvikko | Mehrkampf Einzel | 48,815        | 55            | –      | –      | 55   |